# Gotthold Riegelmann
Gotthold Riegelmann (* 24. Juni 1864 in Bernburg, Herzogtum Anhalt; † 1939) war ein deutscher Bildhauer und Bildschnitzer.

## Leben
Riegelmann war Sohn eines Kunsthändlers. Eine künstlerische Ausbildung erhielt er in der Anstalt für kirchliche Kunst von Gustav Kuntzsch in Wernigerode bei Albert Werner-Schwarzburg. Er ließ sich in Charlottenburg am Savignyplatz nieder, wo er als Architektur-Bildhauer tätig und zum Professor ernannt wurde. Riegelmann unternahm Studienreisen nach Italien, Frankreich, Dänemark und Norwegen. Häufig kooperierte er mit Franz Schwechten, einem Architekten der wilhelminischen Neuromanik. Außer Bauplastiken in Stein schuf er Vertäfelungen und Schnitzereien für Innenarchitekturen aus Holz, wobei er insbesondere das Verfahren Xylektypom anwendete. Kriegsnagelungen förderte er durch seine Schrift Der Stock im Eisen (1915). Im Jahr 1910 wurde ihm der Rote Adlerorden 4. Klasse verliehen.

## Werke (Auswahl)

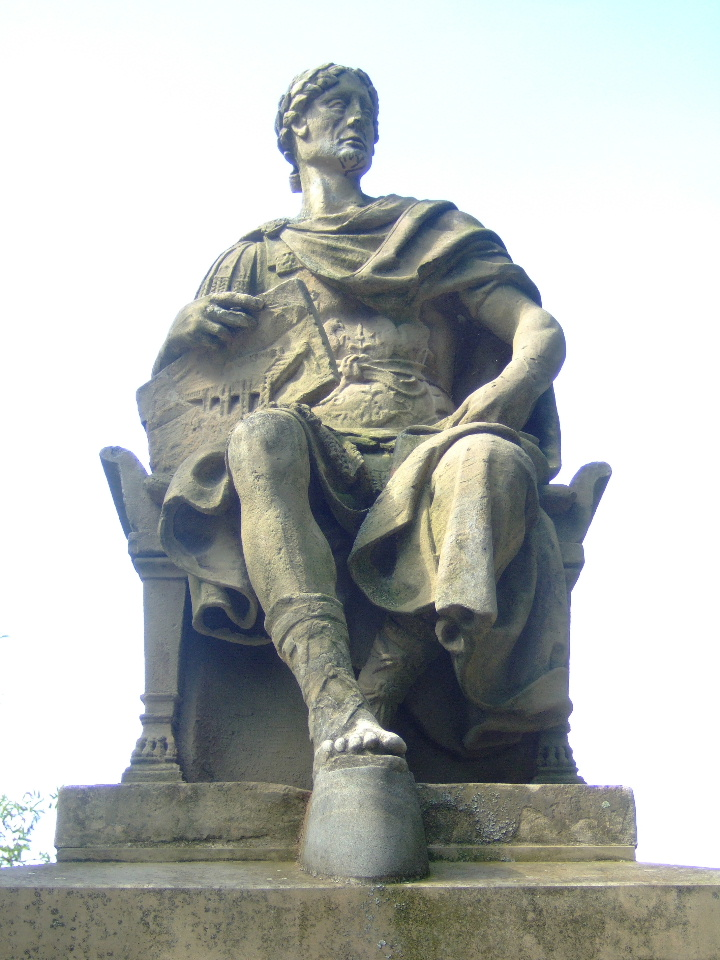
Julius-Caesar-Denkmal, Bonn-Schwarzrheindorf, 1898

- Bauplastiken der Hohenzollernbrücke, Köln[3]
- Bauplastiken der Südbrücke, Köln
- Bauplastiken an der Kaiserbrücke, Mainz
- Bauplastiken der Kaiser-Wilhelm-Gedächtniskirche, Berlin
- Holzarbeiten im Reichstagsgebäude, Berlin[4]
- Bauplastiken der Erlöserkirche, Bad Homburg
- Bauplastiken der Himmelfahrtkirche, Jerusalem
- Bauplastiken des Reichsgerichtsgebäudes, Leipzig
- Bauplastiken am Preußischen Herrenhaus, Berlin
- Bauplastiken für das Posener Schloss
- Julius-Caesar-Denkmal am Rheindeich in Bonn-Schwarzrheindorf

## Schriften
- Der Stock im Eisen. Praktische Ratschläge zur Errichtung einfacher Nagelholzmale mit Ideen-Skizzen und Kostenberechnungen. Ernst Wasmuth, Berlin 1915 (Digitalisat).
- Ausgeführte Ornamente. Verlag von Ernst Wasmuth, Berlin 1900 (PDF).